# Gerald Tinker
Gerald Alexander Tinker (Miami, 19 de janeiro de 1951) é um ex-velocista, jogador de futebol americano e campeão olímpico norte-americano.
Em Munique 1972 integrou o revezamento 4x100 m com Larry Black, Robert Taylor e Eddie Hart, que conquistou a medalha de ouro e igualou o recorde mundial para a prova – 38s19.
Depois de encerrar carreira no atletismo, jogou futebol americano profissionalmente na NBL pelos Atlanta Falcons e pelos Green Bay Packers como wide receiver.